# Gelis maesticolor
Gelis maesticolor är en stekelart som först beskrevs av Per Abraham Roman 1933.  Gelis maesticolor ingår i släktet Gelis och familjen brokparasitsteklar. Inga underarter finns listade i Catalogue of Life.